# Marie Boivin
Marie Boivin, (Marie Anne Victoire Gillain Boivin), (Versailles, 9 aprile 1773 – Parigi, 16 maggio 1841), è stata una divulgatrice scientifica, scrittrice e ostetrica francese che divenne famosa per essere stata, nel suo Paese, tra le prime ostetriche a diventare medico Fu tra le più famose prima della nascita della specialità ostetrico-ginecologica, quando assistere una partoriente era un compito affidato quasi esclusivamente alle donne.

## Biografia
Marie-Anne Boivin nacque nel 1773 a Versailles, da famiglia benestante, e frequentando un convento non lontano dalla corte reale iniziò a manifestare attitudine per gli studi scientifici. Qui attirò l'attenzione di Elisabetta di Borbone, sorella di Luigi XVI di Francia, ma con la rivoluzione francese il convento fu distrutto. Si trasferì nella zona di Étampes ed entrò in una struttura ospedaliera dove approfondì gli studi di ostetricia, attirando stavolta l'attenzione di un medico per le sue capacità acquistando intanto esperienze e conoscenze.
Pochi anni dopo si sposò ed ebbe una figlia, ma il marito morì molto presto lasciandola in difficoltà. Si trasferì a Parigi, dove poté entrare in una scuola per levatrici.

## Attività

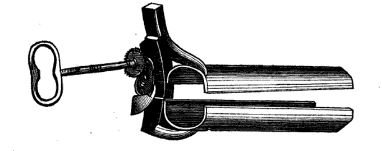
Spéculum di Marie Boivin.

A cominciare dal XIX secolo, specialmente in Francia, l’ostetricia diviene scienza, e alcuni medici furono pionieri in nuove tecniche di assistenza al parto, come il noto Jean-Louis Baudelocque che lavorò a lungo nella struttura ospedaliera nell'abbazia di Port-Royal. Qui arrivò Marie Boivin e divenne amica di Marie Jouet Dugès, che collaborava con Baudelocque. Nel 1800 ottenne il diploma di levatrice e in seguito si trasferì nuovamente a Versailles, con un incarico importante nell'ospedale locale. In quel periodo morì anche la figlia ancora bambina, e questo la spinse a dedicarsi ancora di più al suo lavoro. Pubblicò un testo che divenne fondamentale ed oggetto di studio per generazioni di ostetriche: Dell’arte di assistere ai parti, tradotto anche in italiano. Nel corso della sua attività inventò alcuni strumenti, come uno per misurare la dilatazione del bacino in gravidanza ed uno speculum bivalve.

## Opere
- con Domenico Meli, Dell'arte di assistere ai parti opera classica della signora Boivin, Milano, Giovanni Silvestri, 1822, OCLC 623467454.
- (FR) Con Ant Dugès e Harry Hyland Kerr, Traité pratique des maladies de l'utérus et de ses annexes: fondé sur un grand nombre d'observations cliniques: atlas de 41 planches, représentant les principales altérations morbides des organes génitaux de la femme, Bruxelles, Établissement encyclographique, 1834, OCLC 8285529.
- (EN) Con Ferdinand Robert, Handbuch der Geburtshülfe, Cassel, Marburg, J.C. Krieger, 1829, OCLC 1469818.
- (DE) Neue nachforschungen über die entstehung, das wesen und die behandlung der blasenmola oder hydatidenschwangerschaft, Weimar, Landes-industriecomptoir, 1828, OCLC 33888797.

## Riconoscimenti
- Nel 1814 ha ricevuto dalla Prussia la medaglia d'oro al merito civile.
- Nel 1828 ha ricevuto dall'Università di Marburgo una laurea honoris causa.
- La Società reale per le scienze mediche di Bordeaux l'aveva tra i suoi membri onorari.

A lei è stato dedicato uno dei crateri di Venere, il Cratere Boivin.
| Cratere | Eponimo                                           | Latitudine | Longitudine | Diametro |
| ------- | ------------------------------------------------- | ---------- | ----------- | -------- |
| Boivin  | Marie Boivin - Ricercatrice francese (1773–1841). | 4,3° N     | 299,5° E    | 20,4 km  |